# Felix Ezzi

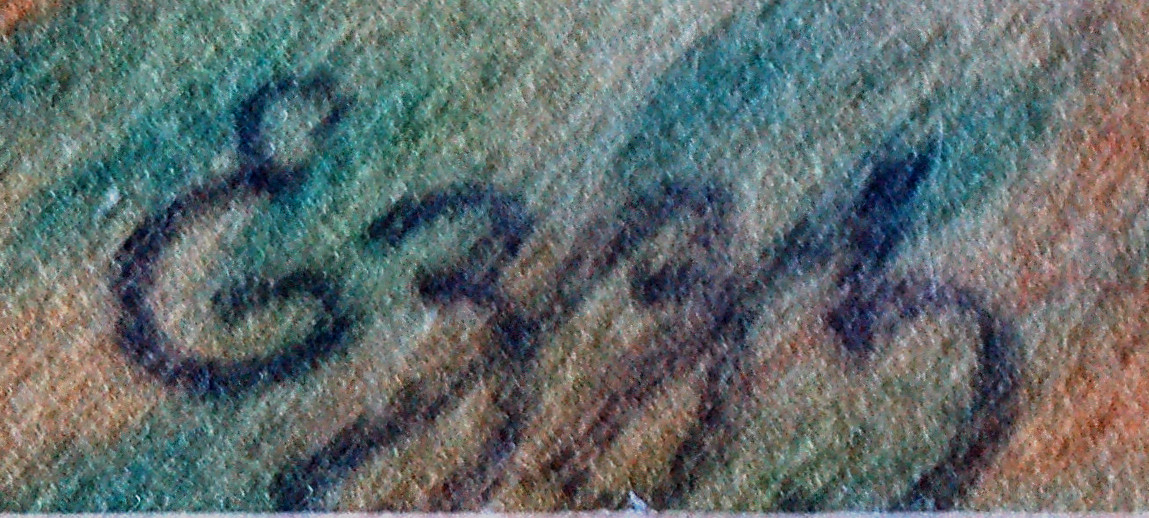
Felix Ezzis signatur

Felix Edvard Konstantin Silverloo-Ezzi (urspr. Samuelsson, från 1951 Silverlo), född 28 januari 1896 i Karlstad, död 27 april 1966 i Örebro, var en svensk målare, tecknare och skulptör.
Han var son till kakelmakaren Axel Edvard Johansson (sedermera Samuelsson) och Alma Josefina Karlsson, samt från 1932 gift med Rut Maria Seilitz. Han utbildades i skulpturering av Oscar Johannesson i Karlstad och av Gustav Vigeland i Oslo. Han företog därefter studieresor till Frankrike, Italien och Finland. Trots att hans utbildning var inom skulpturkonsten var han huvudsakligen verksam som målare och pastelltecknare.  
Hans konst består av karikatyrteckningar samt landskapsmotiv från Värmland och Närke utförda i pastell. På 1950-talet fanns i hans ateljéer på Kullen och i Örebro en mängd skulpturporträtt som han vägrade att visa offentligt.